# SN 1982J
SN 1982J – niepotwierdzona supernowa odkryta 22 czerwca 1982 roku w galaktyce A133942-3143. W momencie odkrycia miała maksymalną jasność 16,50m.